# Апушкина, Наталья Борисовна
Наталья Борисовна Апушкина (23 июля 1936 года, Новочеркасск — 27 ноября 2005 года, Ростов-на-Дону) — поэтесса. Состояла членом Союза российских писателей (1999).

## Биография
Родилась в городе Новочеркасске 23 июля 1936 года.
Училась в школе № 2 имени А. С. Пушкина в городе Шахты Ростовской области.
C детских лет писала стихи, однако выбрала профессию строителя-проектировщика.
С 1955 года жила в Ростове-на-Дону. Здесь же окончила строительный техникум, по окончании которого работала в организации «Ростовгражданпроект», затем в других проектных организациях города инженером-проектировщиком (1962—1984). В 70-80-х годах XX века состояла в секции поэзии областной писательской организации, литобъединении «Дон», поэтическом клубе «Поиск».
Наталья Борисовна принимала участие в литературных конкурсах газеты «Вечерний Ростов». Для конкурса «Вечер одного стихотворения» газеты написала стихотворение «Ночная сказка» и заняла второе место. На это стихотворение написали песни девять композиторов. Произведения поэтессы печатались в журнале «Дон», в альманахах «Истоки» и «Поэзия», в коллективном сборнике «Ростовское время». В 1991 году вышла в свет её книга «Светлые тревоги», затем «Зеркала».
В 90-х годах XX века Апушкина была организатором литературно-творческого клуба «Созвучие». В 1999 году ее приняли в Союз российских писателей. На ее стихи более 20 композиторов написали песни. До своей кончины была членом правления региональной организации Союза российских писателей, заместителем председателя литобъединения «Созвучие».
Умерла 27 ноября 2005 г. Похоронена в Ростове-на-Дону, на Северном кладбище.

## Творчество
В 1991 году в Ростовском книжном издательстве вышла первая книга Натальи Апушкиной «Светлые тревоги». Позднее были изданы сборники «Зеркала», «Горит моё лето», «Пора листопада», «Будет вечер». Всего на написала более 550 произведений.
Призванием Натальи Апушкиной было наставничество, она много работала с творческой молодежью, занималась редактированием поэтических книг.

## Труды
Изданы отдельные книги произведений писатели:
- Светлые тревоги. Ростовское изд-во, 1991;
- Зеркала. Ростов-на-Дону, «Булат», 1997;
- Горит мое лето. Ростов-на-Дону, МП «Книга», 1999;
- Сборник лирики Натальи Апушкиной «Кубок счастья и печали» (в серии «32 полосы» — Таганрог: изд-во «Нюанс», 2010).